# Nora Heroum
Nora Heroum, född 20 juli 1994, är en finländsk fotbollsspelare som spelar för Sampdoria i den italienska ligan Serie A. Hon har tidigare spelat för HJK Helsingfors, FC Honka, Åland United, Fortuna Hjørring, Brescia, AC Milan, Brighton & Hove Albion, Lazio och Parma.
Hon debuterade som 17-åring för det finska landslaget.